# Maija Perho
Maija Riitta Perho (ur. 29 maja 1948 w m. Ypäjä) – fińska polityk, w latach 1999–2003 minister spraw społecznych i zdrowia, posłanka do Eduskunty.

## Życiorys
W 1974 uzyskała magisterium z nauk politycznych. Pracowała w centrum zdrowotnym w Turku i w administracji miejskiej (w departamencie planowania). Od 1985 zajmowała stanowisko dyrektorskie w miejskim centrum spraw społecznych. Zaangażowała się w działalność polityczną w ramach Partii Koalicji Narodowej. W latach 1981–1985 była radną miejską w Turku, następnie do 1993 zasiadała we władzach regionu Finlandia Południowo-Zachodnia. W latach 1991–2007 przez kilka kadencji sprawowała mandat deputowanej do Eduskunty.
W latach 1995–1999 była sekretarzem Partii Koalicji Narodowej. Od kwietnia 1999 do kwietnia 2003 sprawowała urząd ministra spraw społecznych i zdrowia w drugim rządzie Paava Lipponena.